# Бретанське королівство

Мапа королівства Бретань між 845 та 867 роками

Нашестя вікінгів у 9-у і 10-у століттях до Бретані.

48° пн. ш. 3° зх. д. / 48° пн. ш. 3° зх. д.
Бретанське королівство (брет. Rouantelezh Breizh; фр. Royaume de Bretagne) — феодальна держава, що існувала в середині IX — початку X століть на території півострова Арморика.
Бретанське королівство було створено у 851 році внаслідок угоди між Еріспое (король Бретані 851-857) і королем Західного Франкського королівства Карлом II Лисим в Анже, восени 851 року. Зеніту своєї могутності королівство досягло за правління Саломона (король у 857—874), який приєднав до королівства західну частину Анжуйського графства, Котантен і Авранш.
Однак, після вбивства останнього Гурваном і Паскветеном, країна поринула у громадянську війну. Брат Паскветена, Ален I Великий (король у 874-907), був останнім королем краю. По його смерті в 907 році, Бретань потрапила під владу правителів Нормандського герцогства, але виборовши незалежність у 930-х роках, стала Бретанським герцогством і фактично незалежною державою аж до 1532 року, коли Бретань було остаточно приєднано до Французького королівства.